# یواس‌اس ال‌اس‌تی-۵۱۱
یواس‌اس ال‌اس‌تی-۵۱۱ (به انگلیسی: USS LST-511) یک کشتی بود که طول آن ۳۲۸ فوت (۱۰۰ متر) بود. این کشتی در سال ۱۹۴۳ ساخته شد.